# Kasteel Fruithof

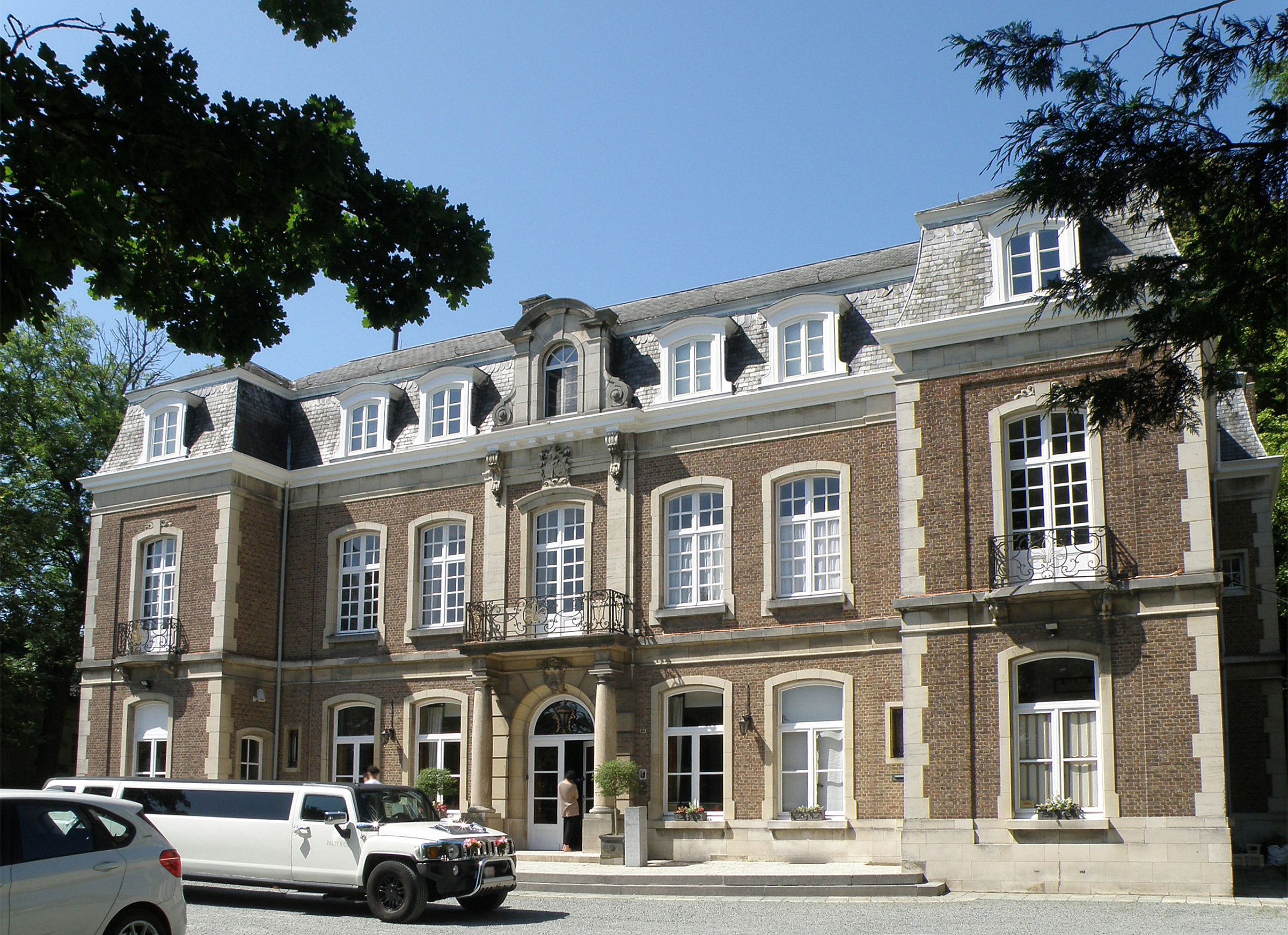
Kasteel Fruithof

Het Kasteel Fruithof is een kasteel in de Antwerpse plaats Boechout, gelegen aan Fruithoflaan 15.

## Geschiedenis
Begin 17e eeuw werd melding gemaakt van hoeve  't Cleyn Frythout en eind 18e eeuw werd hier een huis van plaisantie (buitenhuis) gebouwd. In 1815 werd de hoeve vernieuwd. In 1920 werd het domein gekocht door Philippe Moretus de Bouchout en deze liet in 1927-1928 een kasteel in neorococostijl bouwen.

## Domein
Het kasteel, licht U-vormig, heeft twee verdiepingen en een mansardedak. Het is gebouwd in baksteen met natuurstenen plint en decoraties. De ingangspartij wordt geflankeerd door Dorische zuilen.
Ook is er een koetshuis, voornamelijk 19e-eeuws met een mogelijk 18e-eeuwse kern.